# Soufrière Hills
Soufrière Hills je aktivní stratovulkán nacházející se v jižní části karibského ostrova Montserrat. Název sopky je francouzského původu a znamená „výstup síry“.
Byl považován za vyhaslý, ale v roce 1995 se opět stal aktivním. Jeho sopečná činnost učinila jihovýchodní část ostrova neobyvatelnou. V současnosti zde lze pozorovat např. růst hlavního sopečného dómu, stejně jako i jeho propady, pyroklastické proudy, chrlení sopečného popelu, ale i explozivní erupce. Nejvyšším vrcholkem vulkánu je Chances Peak (915 m n. m.). Monitoring zajišťuje Montserrat Volcano Observatory.

## Činnost vulkánu v období 1995–1997

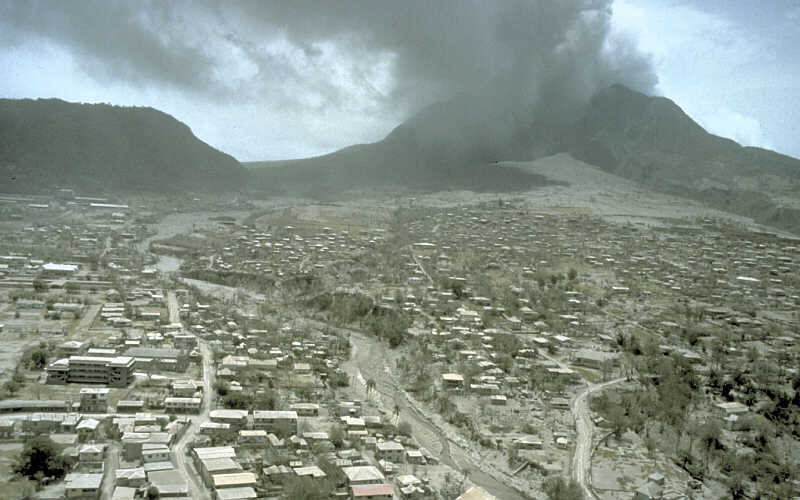
Město Plymouth v roce 1997

První známky aktivní činnosti vulkánu se projevily v červnu 1995 ve formě výstupů popela a páry. Sopečná erupce dne 21. srpna 1995 spojená s pyroklastickým proudem a až několikametrovými nánosy tefry vyvolala evakuaci jižní části ostrova, včetně hlavního města Plymouth. O dva roky později – 25. června 1997 – proběhla další erupce, výron magmatu a pyroklastického materiálu, které zabily 19 lidí. Mezi 4. a 8. srpnem 1997 byla většina Plymouthu zničena. Správa ostrova se následně v roce 1998 přesunula do Brades v severní bezpečnější části ostrova. Sopečná činnost způsobila i emigraci obyvatelstva, zatímco na začátku 90. let 20. století ostrovní populace čítala na 11 000 obyvatel, v roce 2010 zde žilo jen 5 000 lidí.

## Fotogalerie

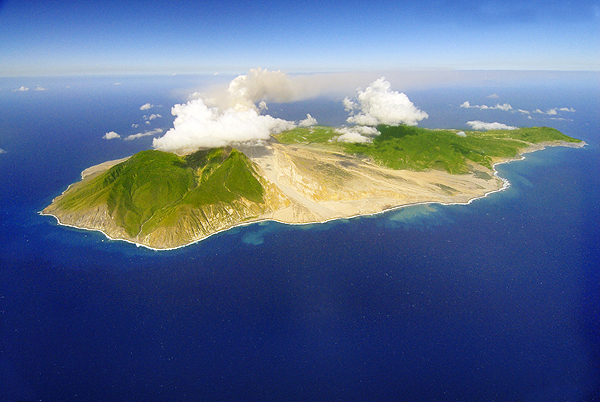
letecký snímek ostrova (pohled od jihu)
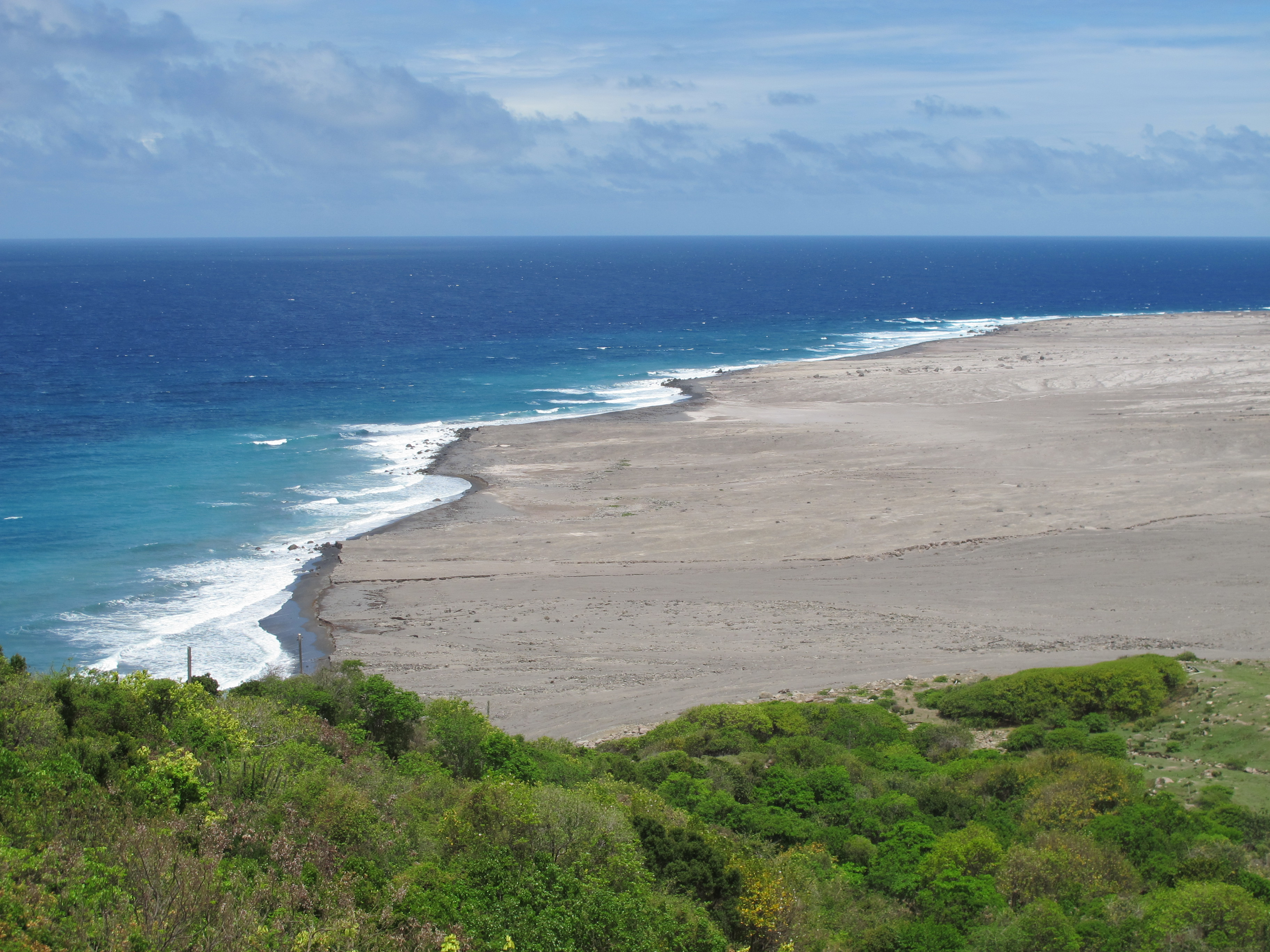
ztuhlý pyroklastický proud
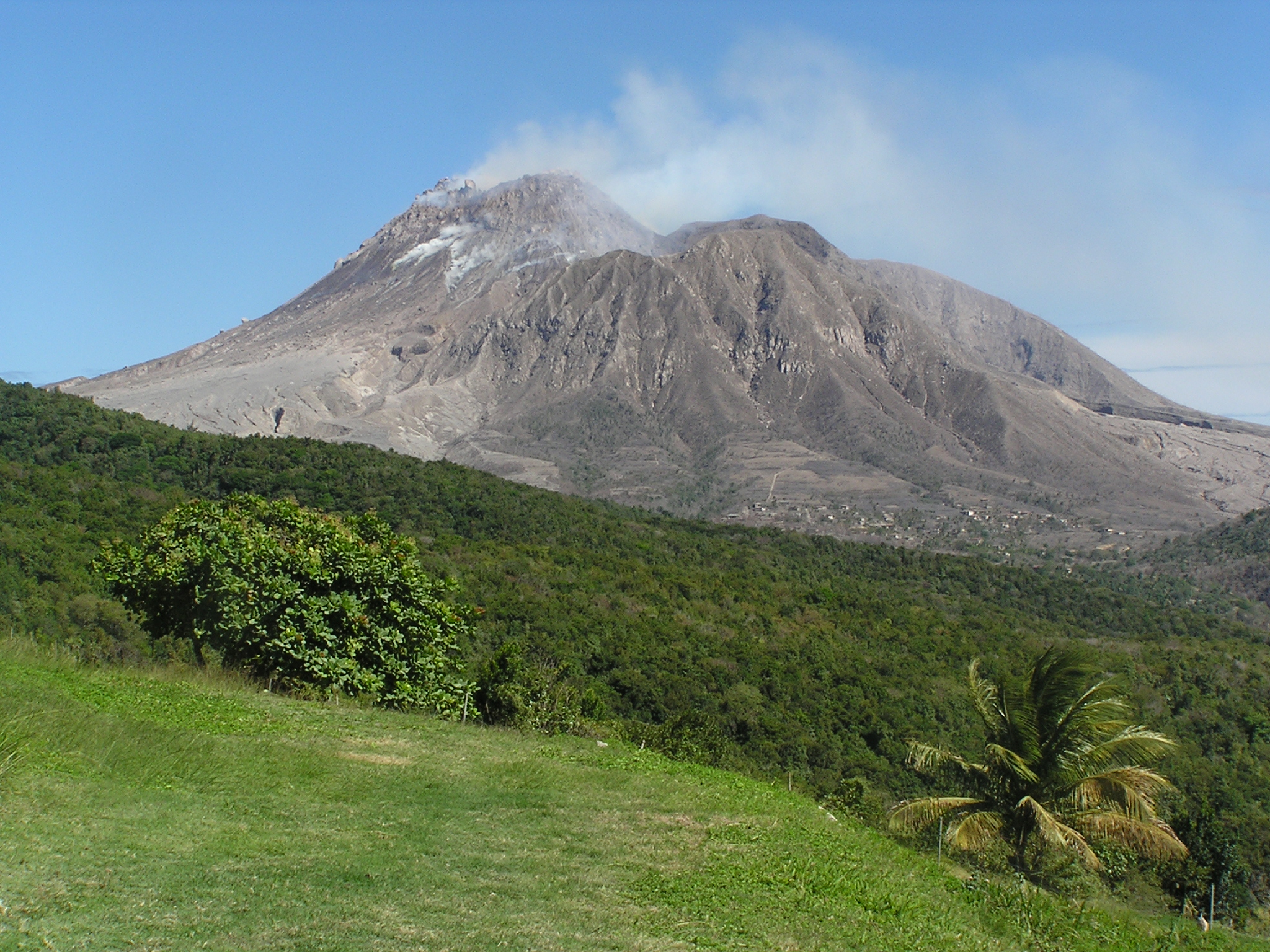
Soufrière Hills